# 博物誌 (ビュフォン)

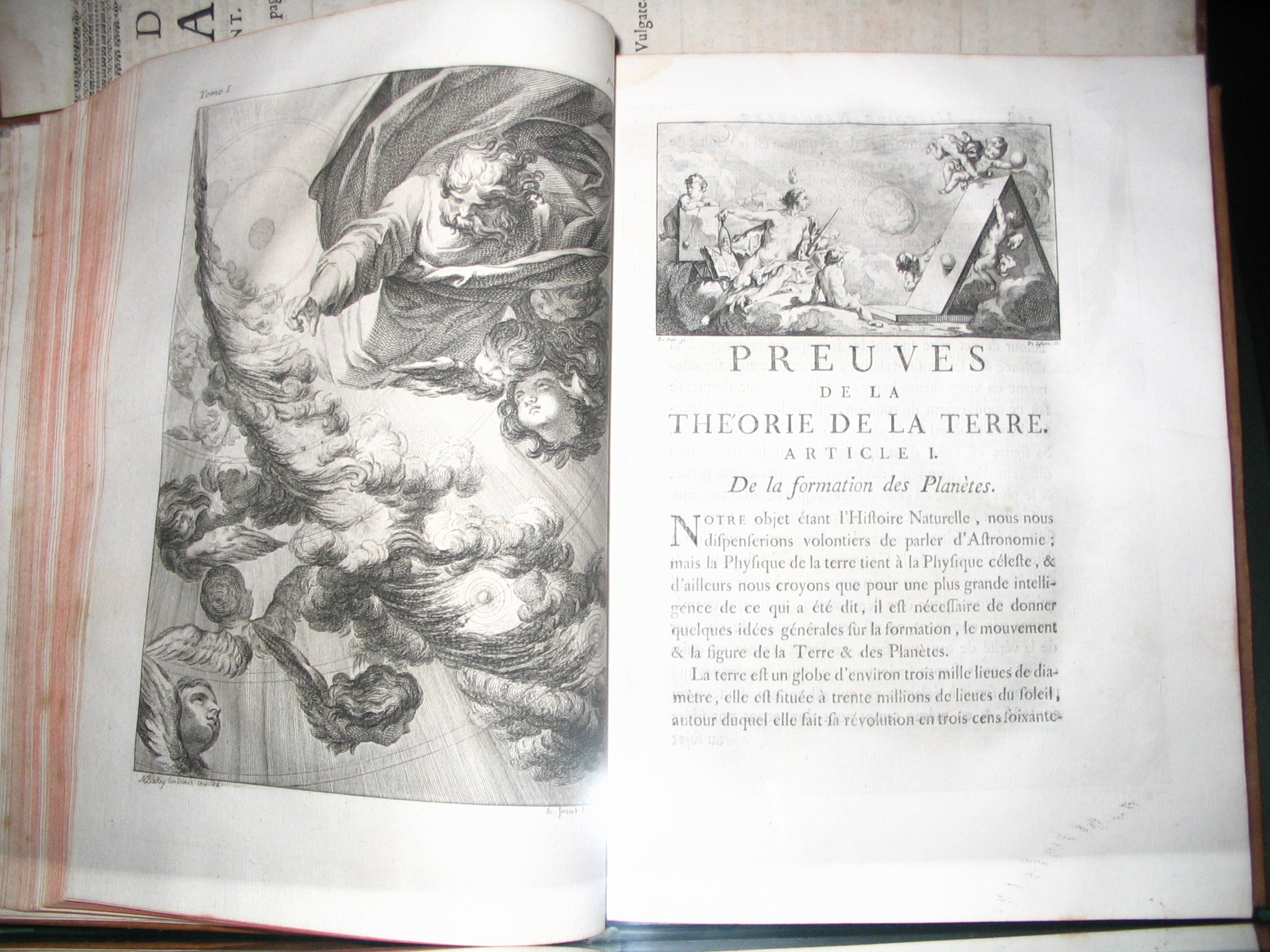
"地球の理論の証明"のページ

『博物誌』（はくぶつし、フランス語: L’Histoire Naturelle, générale et particulière, avec la description du Cabinet du Roi、『王室博物館の解説による博物誌、総論および各論』）は、1749年から刊行されたフランスの百科事典である。
ビュフォンの執筆の動機については、プリューシュ神父の『自然の光景』全5部8巻が1732年から1750年のあいだに刊行されて、好評を博したのを受けて執筆されたともされる。1749年に最初の3巻が刊行されると、美しい図版を豊富に盛り込んだこと、文体も論文調でなく文学的な文体を用いたことで、学問の世界よりも社交界（サロン）で評判を呼んだ。第1巻1000部の初刷りは2週間で売り切れたとされる。ビュフォンが没するまで、36巻が書き続けられ、没後、ラセペードが書き継いだ。

## 構成
(A)『一般と個別の自然誌、王立陳列室の記述を含む』(ビュフォンとドパートンが執筆)15巻
- 第1巻(1749年)：「自然誌の研究と取り扱いの方法について」「地球の歴史と理論」「地球の理論の証拠」
- 第2巻(1749年)：「動物の（一般）自然誌」「人間の自然誌」
- 第3巻(1749年)：「王立陳列室の記述」「人間の自然誌」（続き）
- 第4巻(1753年)：「動物の本性についての論説」「家畜」「動物の記述について」
- 第5巻(1755年)：「ヒツジ」「ヤギ」「ブタ」「イヌ」など
- 第6巻(1756年)：「ネコ」「野生動物」
- 第7巻(1758年)：「肉食動物」-「オオカミ」「キツネ」など
- 第8巻(1760年)：「モルモット」「ハリネズミ」「モグラ」「コウモリ」など
- 第9巻(1761年)：「ライオン」「種々のトラ」「旧大陸の動物」「新世界の動物」など
- 第10巻(1763年)：「オオコウモリ」「チスイコウモリ」「モモンガ」「アリクイ」など
- 第11巻(1764年)：「ゾウ」「サイ」「フタコブラクダ、ヒトコブラクダ」「バク」など
- 第12巻(1764年)：「自然についての第一の見解」「シマウマ」「カバ」「ヘラジカ、トナカイ」など
- 第13巻(1765年)：「自然についての第二の見解」「キリン」「リャマ、ピクーニャ」「スカンク」など
- 第14巻(1766年)：「サル類の命名法」「オランウータン」など「モモンガ」「アリクイ」など
- 第15巻(1767年)：「新世界のサル類」「本著作で故意に言及されなかった若干の動物の略述」「四足獣類名索引」など

(B)『鳥類の自然誌』(ビュフォンとモンペヤール、ベクソン神父が執筆)9巻
- 第1巻(1770年)：「著作の構成」「鳥類の本性についての論説」「猛禽類」「夜行性猛禽類」「飛べない鳥類」
- 第2巻(1771年)：「ノガン」「ニワトリ」「クジャク」「キジ」など
- 第3巻(1778年)：「シメ」「イスカ」「スズメ」「カラス」「ツグミ」など
- 第4巻(1778年)：「カナリア」「ヒタキ」「ヒワ」「ホオジロ」など
- 第5巻(1778年)：「ヒバリ」「ナイチンゲール」「ロビン」「ミソサザイ」など
- 第6巻(1779年)：「ハチドリ」「オウム」「インコ」「カッコウ」など
- 第7巻(1780年)：「キツツキ」-「オオハシ」など「水鳥」-「コウノトリ」「ツル」など
- 第8巻(1781年)：「トキ」「チドリ」「クイナ」「グンカンドリ」など
- 第9巻(1783年)：「ハクチョウ」「ガン」など、「不確実あるいは未知の数種の鳥類の略述と覚え書き」「鳥類名索引」

(C)『自然誌補遺』(ビュフォン)7巻
- 第1巻(1774年)：「元素について」「引力の法則に関する考察」「実験の部」
- 第2巻(1775年)：「実験の部」（つづき）「仮説の部」-「地球と惑星の冷却に関する研究」「惑星の温度に関する先の研究の根拠」
- 第3巻(1776年)：「雑種について」「『4足獣の自然誌』に対する追加」
- 第4巻(1777年)：「アカデミー・フランセーズにおける演説」「精神算術試験」「『人間の自然誌』の種々の項目に対する追加」
- 第5巻(1778年)：「自然の諸時期」「『地球の理論の証拠』の種々の項目に対する追加と訂正」「『自然の諸時期』で報告された事柄の証拠となる注」「地図の説明」
- 第6巻(1782年)：「『4足獣の自然誌』に対する補遺」
- 第7巻(1789年)：「サルの項目に対する追加」「雑種について」「犬の項目に対する追加」など

(D)『鉱物の自然誌』(ビュフォン)5巻
- 第1巻(1783年)：「鉱物の形成について」「原初のガラス」「石英」「碧石」「雲母」「長石」など
- 第2巻(1783年)：「瀝青」「黄鉄鉱」「火山物質」「イオウ」「塩」「金」など
- 第3巻(1785年)：「銀」「銅」「スズ」「鉛」「水銀」「プラチナ」「ヒ素」など
- 第4巻(1786年)：「種々碧石」「礫」「ヒスイ」「真珠」「サンゴ」「ダイヤモンド」「玄武岩と溶岩」など「鉱物の起源」
- 第5巻(1788年)：「鉱石とその用途に関する論」「地図」

## ビュフォン没後の他の著者による増補、改訂
ラセペードによる追加
- 1798-1789：『卵生四足動物およびヘビ類誌』2巻
- 1798-1803：『魚類の自然誌』5巻
- 1804：『クジラ類の自然誌』1巻

ソンニーニによる『自然誌』新版が全127巻で彩色版として刊行（1799-1808）

## 図版

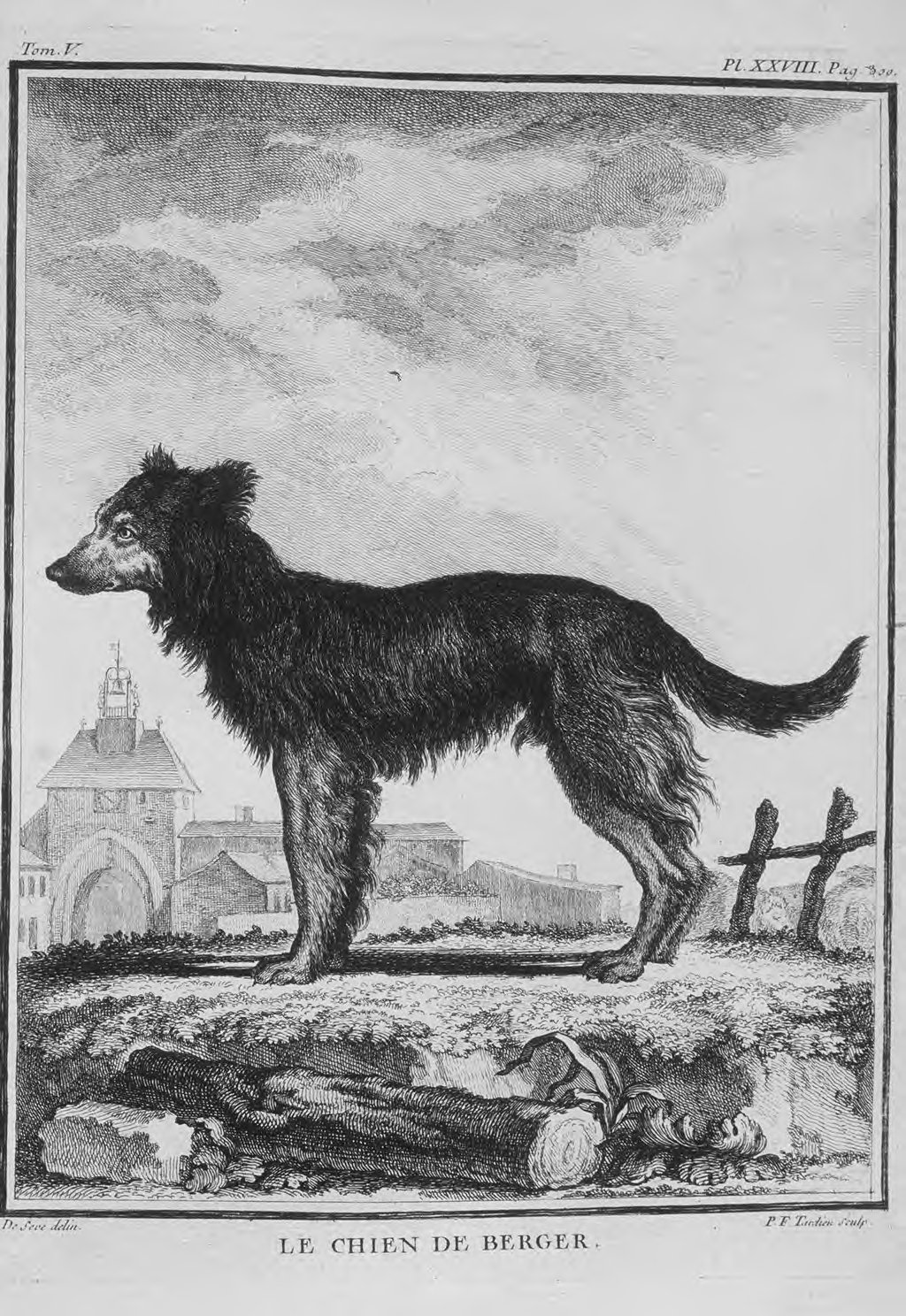
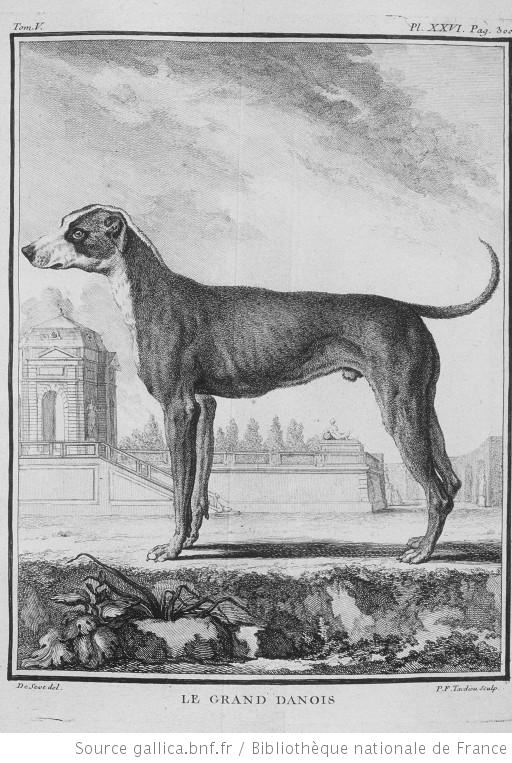
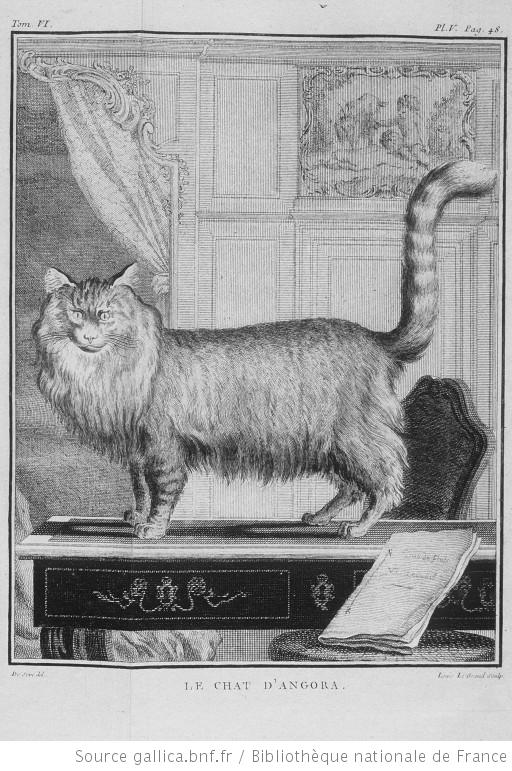
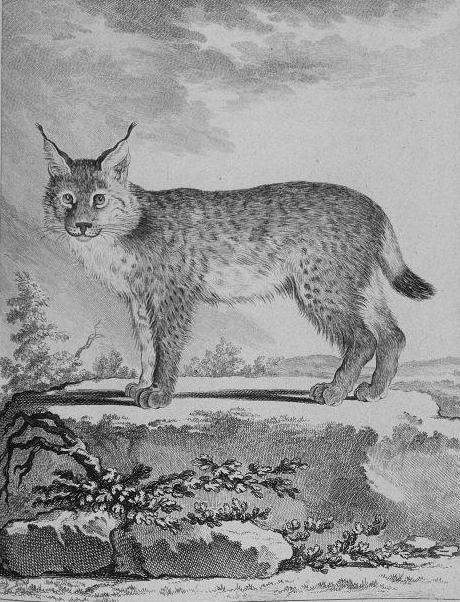
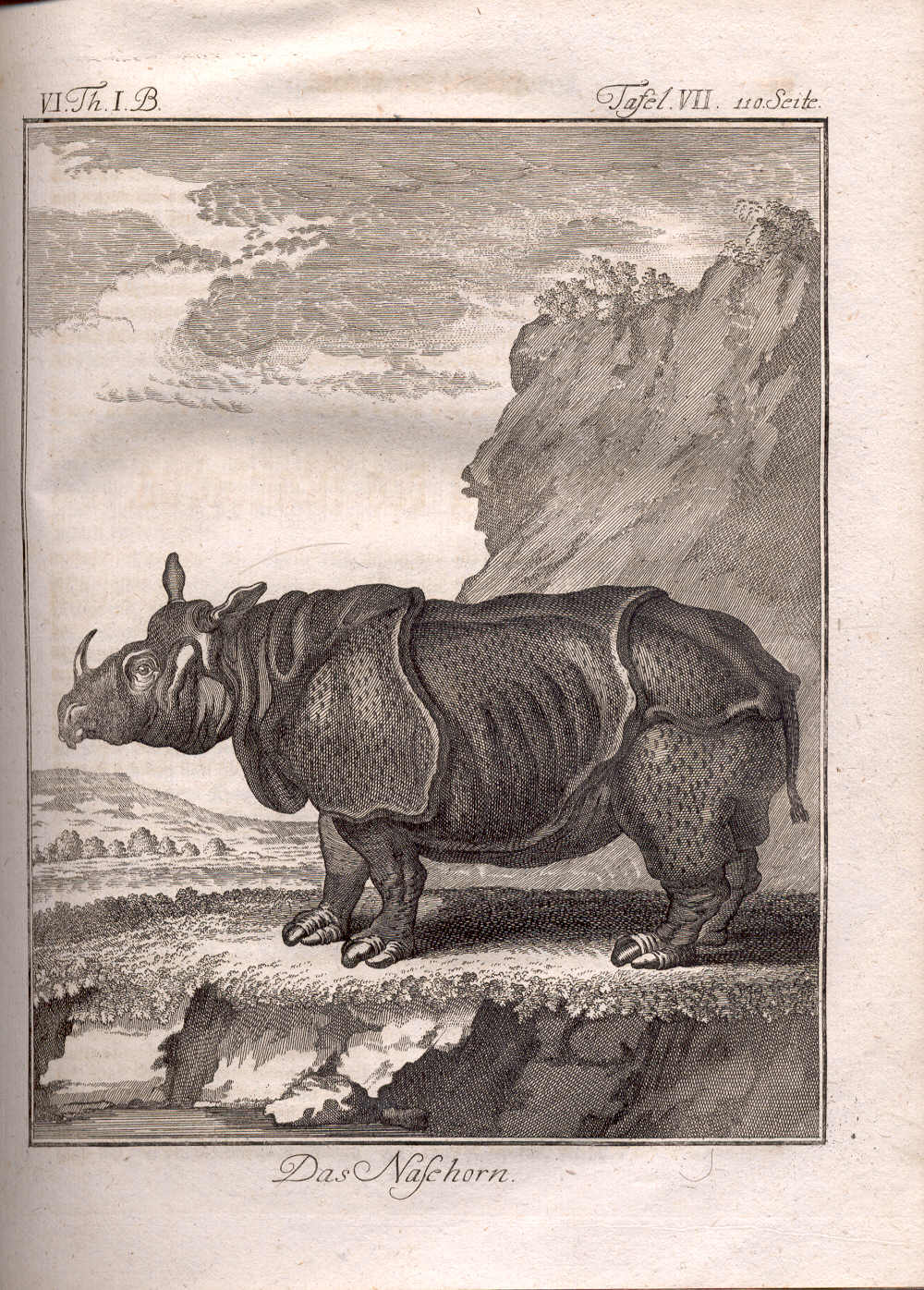
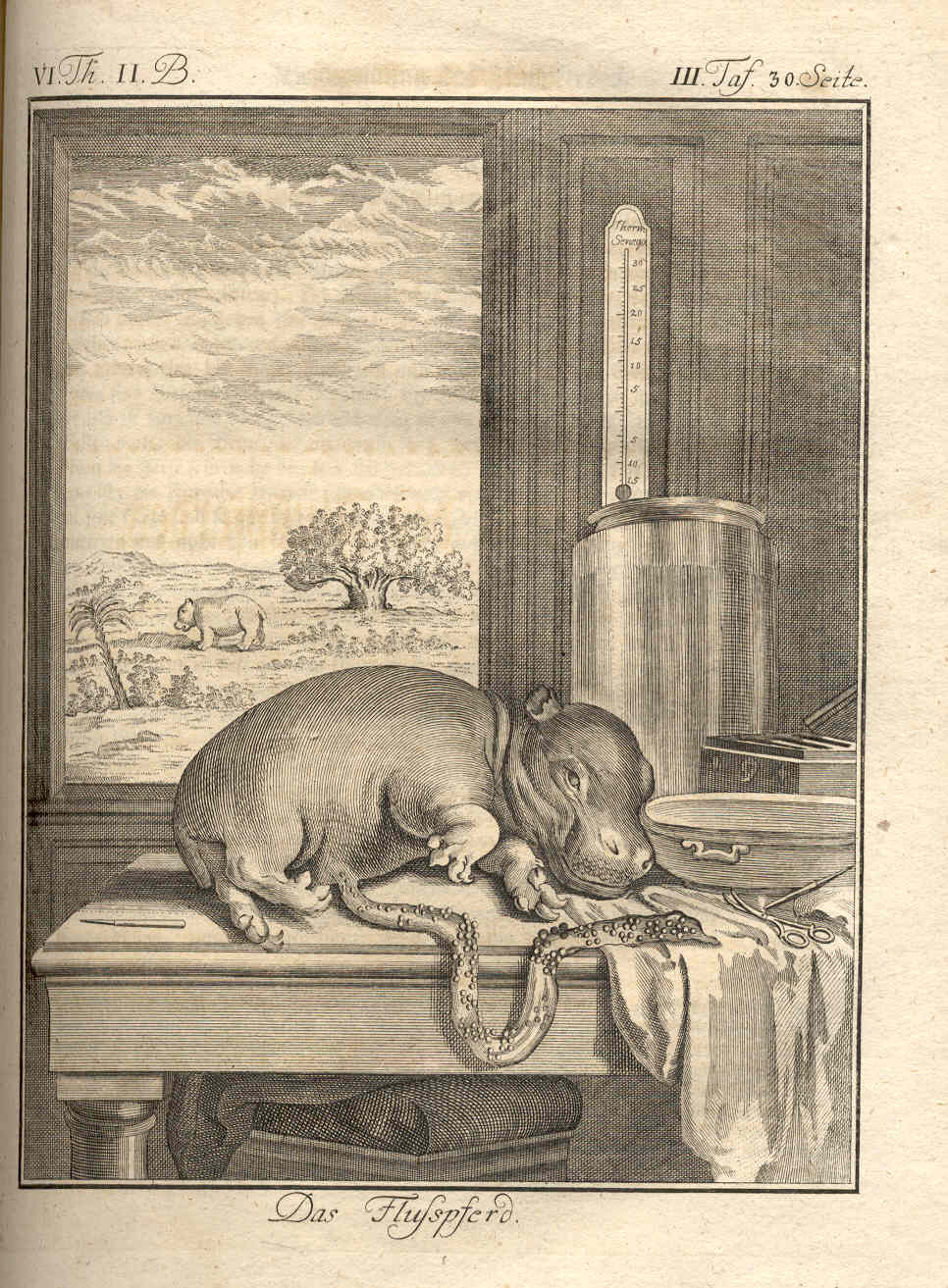
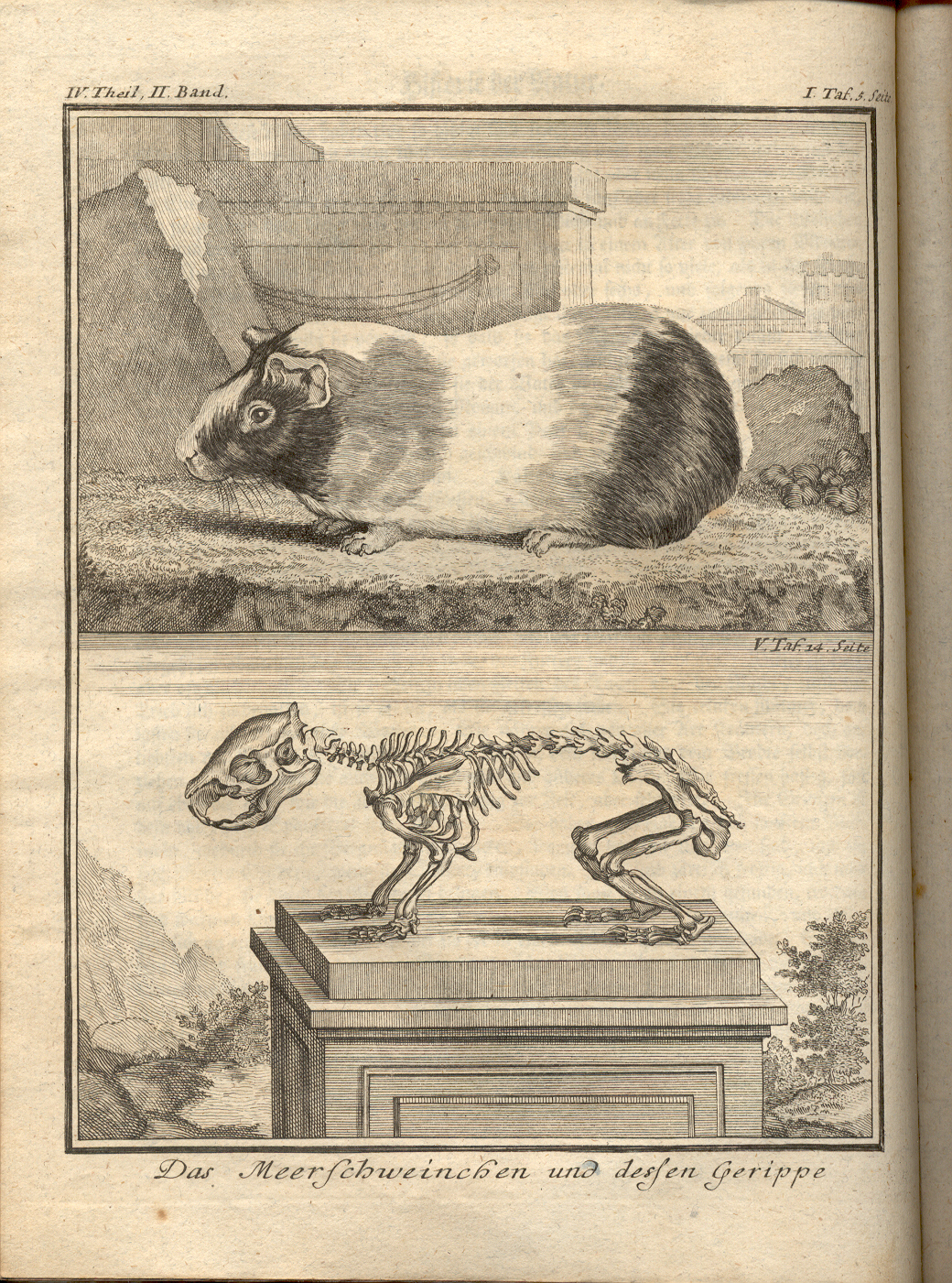
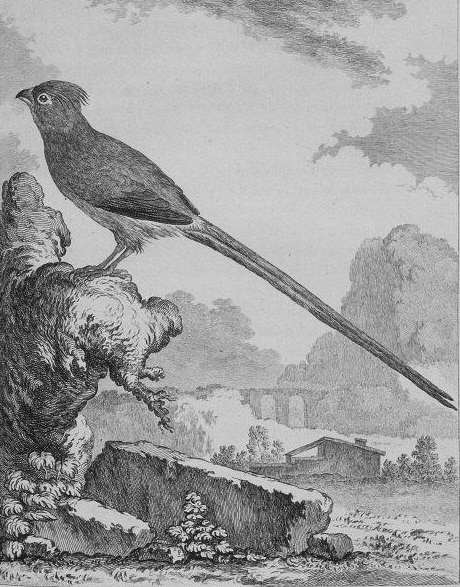

## 主な協力者
- Jacques-François Artur (1708-1779)
- Leopold Charles Gabriel Amer Bexon (1748-1785)
- ルイ・ドバントン (1716-1799)
- Edme Louis Daubenton (1732-1786)
- ジャック・ド・セーヴ（Jacques de Seve 活動期間 1742-1788)）-四足動物の画家
- バルテルミー・フォジャ・ド・サン＝フォン (1741-1819)
- Philibert Gueneau Montbeillard (1720-1785)
- ギトン・ド・モルボー (Louis-Bernard Guyton de Morveau)  (1737-1816)
- ベルナール・ジェルマン・ド・ラセペード  (1756-1825)
- フランソワ＝ニコラ・マルチネ（François-Nicolas Martinet） (1731-1800)-鳥類の画家
- Jean-Claude Merton (1728-1802)
- シャルル＝ニコラ＝シジスベール・ソンニーニ・ド・マノンクール (Charles Nicolas Sigisbert Sonnini of Manoncourt) (1751-1812)
- アンドレ・トワン (André Thouin) (1747-1823)